# Rachid Aït-Atmane
Rachid Aït-Atmane (Bobigny, 4 febbraio 1993) è un calciatore algerino con cittadinanza francese, centrocampista del Saham Club.

## Carriera

### Club
Ha iniziato a giocare nelle giovanili del Lens; tra il 2011 ed il 2013 ha anche militato nella squadra riserve dei giallorossi, con cui ha segnato complessivamente un gol in 34 partite.
Dal 2013 al 2015 ha giocato nella squadra riserve dello Sporting Gijon, con cui ha segnato un gol in 35 partite; nella stagione 2014-2015 ha inoltre anche esordito in prima squadra, giocando una partita in Coppa del Re e 16 partite nella seconda divisione spagnola, conquistando la promozione in massima serie. Nella stagione 2015-2016 oltre a giocare 2 partite in Coppa del Re ha esordito nella Liga, in cui ha disputato 18 partite senza mai segnare. Nel gennaio del 2017 viene ceduto in prestito al Tenerife, per poi l'anno seguente passare allo Sporting Gijón. Negli anni seguenti gioca nella prima divisione belga con il Waasland-Beveren, in quella rumena con la Dinamo Bucarest, in quella tunisina con lo Sfaxien, in quella degli Emirati Arabi Uniti con il Fujairah, in quella greca con lo Xanthī, in quella libica con l'Al-Ahly Bengasi, in quella algerina con la JS Kabylie ed in quella omanita con lo Saham Club.

### Nazionale
Nel 2015 ha giocato una partita con la nazionale Under-23; nel 2016 viene invece convocato per disputare le Olimpiadi di Rio de Janeiro.